# Concilio di Costantinopoli I
Il primo concilio di Costantinopoli, secondo concilio ecumenico della Chiesa cristiana, fu convocato dall'imperatore Teodosio I e tenuto tra maggio e luglio del 381.
Insieme ai concili di Nicea I, Efeso e Calcedonia, fu determinante nello stabilire la questione trinitaria e cristologica. Il carattere ecumenico del concilio, a cui non prese parte alcun esponente della Chiesa occidentale, fu confermato dal concilio di Calcedonia nel 451, ma solamente con papa Gregorio I fu definitivamente annoverato tra i concili ecumenici.

## Le cause del concilio

### Eusebio di Nicomedia e il ritorno dell'arianesimo
Dopo il concilio di Nicea del 325 che aveva dichiarato eretico l'arianesimo, accusato di negare la divinità di Gesù, tale dottrina tornò in vigore proprio a Costantinopoli per opera di Eusebio di Nicomedia che, dopo una serie di trascorsi burrascosi dovuti alle sue posizioni teologiche non propriamente ortodosse, riuscì a ritrovare l'appoggio dell'imperatore Costantino, tanto da battezzarlo in punto di morte. Nel tempo trascorso a corte, Eusebio riuscì inoltre a convincere i successori dell'imperatore Costantino I (in particolar modo Costanzo II che ottenne, dopo una serie di guerre fratricide, il controllo dell'Impero) ad appoggiare l'arianesimo.
Divenuto vescovo di Costantinopoli nel 338/339, Eusebio convinse Costanzo (cui fu affidato, dopo la morte del padre, l'Oriente) a rifiutare la linea ortodossa approvata a Nicea. Difatti, a partire dal 350, Costanzo promosse l'arianesimo all'interno dell'Impero finalmente riunificato. Ne è una prova il terzo concilio di Sirmio (357), cui parteciparono i vescovi ariani (e vicini all'imperatore) Valente di Mursa, Ursacio di Singiduno e Germinio di Sirmio, i quali riuscirono a neutralizzare il concetto di ousìa (vale a dire di sostanza) e i suoi composti proclamati come dogmi a Nicea, dando un duro colpo alla fede nicena in quanto si negava la consustanzialità del Padre con il Figlio (homoioùsious).
La politica ariana continuò, negli ultimi anni di Valente, tanto da entrare in contrasto con Papa Liberio e sostituendo i vescovi niceni con vescovi ariani nelle sedi di Milano, Sirmio, Cesarea di Palestina, Alessandria e Costantinopoli. La politica filo-ariana verrà perseguita poi da Valente in modo ancora più marcato fino al 378 (anno della sua morte nella battaglia di Adrianopoli), determinando una forte instabilità socio-religiosa in Oriente.

### La questione della divinità dello "pneuma"
Inoltre, si era fatta strada una nuova dottrina, denominata macedonianismo o pneumatomachia, sostenuta decenni prima da Macedonio di Costantinopoli (vescovo dal 342 al 360, quando fu deposto), la quale, pur affermando la divinità di Gesù, negava quella dello Spirito Santo. Sostanzialmente, Macedonio e i suoi sostenitori negavano la consustanzialità dello Spirito con il Figlio e il Padre, subordinandolo al rango di emissario della volontà divina. Nei decenni tra il 340 e il 380, più padri della Chiesa quali Atanasio d'Alessandria e Basilio il Grande tentarono di riavvicinare i macedoniani all'ortodossia nicena, ma senza successo.
All'indomani del Concilio, san Gregorio di Nazianzio affermò esplicitamente che lo Spirito Santo è Dio, vale a dire la consustanzialità divina dello Spirito Santo.

### L'apollinarismo
Ad intricare ulteriormente il quadro teologico dell'Oriente cristiano fu la dottrina elaborata dal vescovo di Laodicea, Apollinare il Giovane. Questi, ritenendo molto semplificato e imperfetto il canone niceno sulla natura di Cristo, riteneva invece che il Verbo, diventando uomo, avrebbe "fuso" la sua natura divina con quella umana, perdendo così la sua perfezione in quanto Dio.

## Il concilio

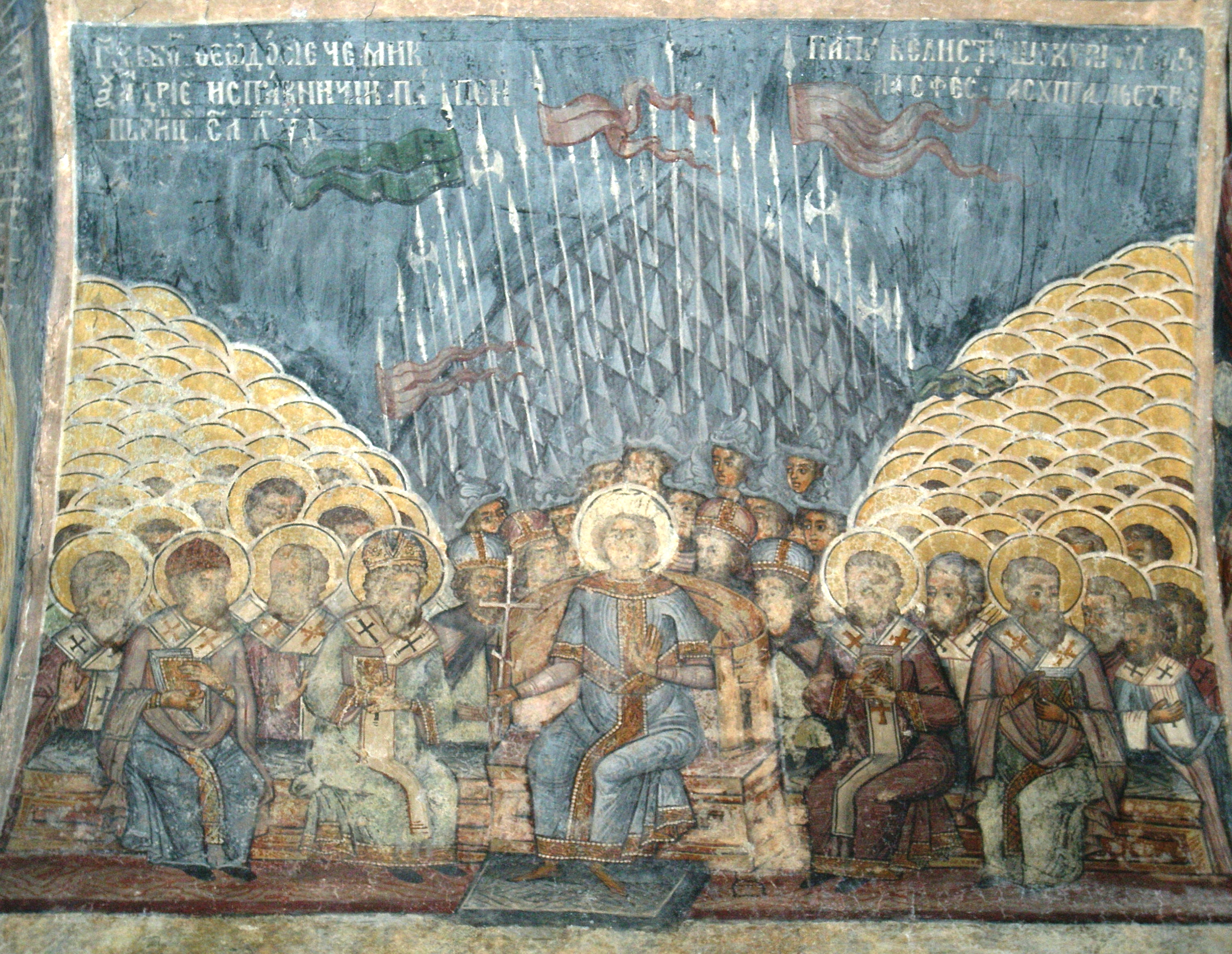
Primo concilio di Costantinopoli, chiesa di Stavropoleos, Bucarest, Romania.

### L'intervento di Teodosio
Questo fu il quadro in cui si trovò Teodosio I quando, nel 379, salì al trono imperiale. Teodosio decise di convocare il primo dei concili che si sarebbero tenuti a Costantinopoli, per dirimere le controversie dottrinali che minacciavano l'unità della Chiesa.

### Lo svolgimento del Concilio
Il concilio si aprì, nella sua prima seduta, presso il Palazzo Imperiale alla presenza dello stesso Teodosio (maggio 381), mentre le sessioni successive si tennero nella chiesa dell'Homonoia. Inizialmente, il concilio ebbe inizio sotto la presidenza del patriarca di Antiochia Melezio con la presenza di 150 vescovi delle diocesi orientali, dal momento che papa Damaso I non inviò alcun suo rappresentante: tra i principali partecipanti si distinsero i padri cappadoci Gregorio di Nissa e Gregorio Nazianzeno, mentre Basilio Magno era morto nel 379.
Il Nazianzeno fu nominato dal concilio vescovo di Costantinopoli al posto dell'ariano Demofilo e, dopo la morte di Melezio (avvenuta pochi giorni dopo l'apertura del Concilio), ne assunse la presidenza fino alle sue dimissioni, causate dalla difficoltà di mediare tra le opposte fazioni. Gregorio Nazianzeno fu sostituito nell'incarico da Nettario di Costantinopoli, un ricco senatore che, nonostante non fosse stato battezzato, fu scelto in quanto garanzia di unità tra i macedoniani e i niceni. Comunque, è importante sottolineare che, come per il concilio di Nicea del 325, anche per quello costantinopolitano non si hanno a disposizione gli atti conciliari, rendendo così difficile stabilire con esattezza le varie fasi e le dispute tra i niceni e i loro avversari e obbligando gli storici a dedurre, dai dati rimasti, il possibile svolgimento delle sessioni conciliari.

### Le decisioni conciliari

#### I canoni conciliari
Il concilio raggiunse la maggioranza sulle problematiche il 9 luglio dello stesso anno, quando promulgò quattro canoni dottrinali ed ecclesiastici:
- condannò l'arianesimo, il macedonianismo e l'apollinarismo (Canone 1)[1].
- delimitò le province ecclesiastiche, proibendo i titolari di ciascuna di esse di interferire nella sfera di competenza delle altre diocesi (Canone 2)[1].
- dichiarò Costantinopoli la "Nuova Roma", elevando il suo vescovo alla dignità di patriarca e collocandolo al secondo posto nell'ordine gerarchico dopo il vescovo di Roma (Canone 3)[1]. Questo canone fu soggetto a lunghe dispute dottrinali fin dal V secolo, in quanto papa Leone I, nel Concilio di Calcedonia, si rifiutò di riconoscere lo stravolgimento delle disposizioni nicene riguardo all'ordine di importanza dei patriarcati della cristianità, per poi essere accettato nel quarto concilio costantinopolitano dai delegati romani[1].
- invalidò la consacrazione di Massimo di Costantinopoli a vescovo di Costantinopoli (Canone 4)[1].

Gli altri tre canoni furono invece considerati spuri o aggiunte successive, ma vengono tenuti in considerazione dagli ortodossi. I latini, invece, ne considerano soltanto i quattro riportati.

#### Il Credoniceno-costantinopolitano
Il principale provvedimento adottato dal primo concilio di Costantinopoli fu la conferma del credo niceno, con l'introduzione nella sua formula della consustanzialità dello Spirito Santo con il Padre e il Figlio mediante l'espressione: Et in Spíritum Sanctum, Dóminum et vivificántem: qui ex Patre procédit (Credo nello Spirito Santo, che procede dal Padre). Con questa aggiunta, che affermava la divinità sia del Figlio (contro gli ariani) sia dello Spirito Santo (contro gli pneumatomachi), il credo niceno fu ribattezzato credo niceno-costantinopolitano. Inoltre, dal punto di vista mariano, il Concilio aggiunse anche per la prima volta il nome di Maria nel credo, ponendo le basi per le discussioni efesine riguardo alla natura della Madre di Dio (Theotókos).

## Fonti e liste partecipanti
Come per Nicea, anche per il primo concilio di Costantinopoli non esistono più gli atti e i verbali delle sedute conciliari e nemmeno l'originale della lettera sinodale contenenti i canoni e gli anatemi. Quest'ultimo testo è conosciuto grazie ad una copia inserita nella lettera sinodale redatta da un sinodo celebrato nel 382 nella capitale imperiale e inviata a papa Damaso I. Già nel secolo successivo furono conservati solo i canoni e gli anatemi inseriti nelle varie collezioni delle decisioni dei primi due concili ecumenici.
Tradizionalmente si calcola in 150 i padri che furono presenti a Costantinopoli nel 381. Finora le fonti manoscritte hanno tramandato cinque liste dei vescovi, pubblicate in epoche diverse:
- una prima lista, in latino, attribuita a Dionigi il Piccolo, riporta 147 sottoscrizioni e fu pubblicata da Mansi nel terzo volume della sua Sacrorum conciliorum nova et amplissima collectio nel 1759;
- una seconda lista latina fa parte di una collezione chiamata Prisca canonum interpretatio latina e contiene 144 sottoscrizioni, con nomi spesso molto corrotti; anche questa lista venne pubblicata da Mansi nel sesto volume della sua opera;
- una terza lista di 147 sottoscrizioni, in siriaco, fu inserita da Michele il Siro nella sua Cronaca (XII secolo) e pubblicata, con traduzione in francese, da Chabot alla fine dell'Ottocento;
- un quarto elenco, l'unico in greco, fu scoperto in due manoscritti nell’isola di Patmo e pubblicato nel 1914 da Cuthbert H. Turner; questa lista riporta 145 sottoscrizioni;
- infine l'ultima lista episcopale nota è stata recentemente scoperta in un manoscritto bilingue greco-siriaco di Mardin, e riporta 143 sottoscrizioni; è stata pubblicata da Vincenzo Ruggieri nel 1993; questa lista permette di migliorare e correggere quelle latine e greca precedenti.

### Elenco dei padri conciliari
1. Nettario di Costantinopoli

Egitto
1. Timoteo di Alessandria
2. Doroteo di Ossirinco

Palestina
1. Cirillo di Gerusalemme[18]
2. Gelasio di Cesarea[19]
3. Macer di Gerico
4. Dionisio di Diospoli
5. Prisciano di Sebaste[20]
6. Saturnino di Scitopoli[21]
7. Rufo di Nicopoli[22]
8. Aussenzio di Ascalona
9. Eliano di Jamnia

Fenicia
1. Zenone di Tiro
2. Paolo di Sidone
3. Nectabo[23] di Tolemaide
4. Filippo di Damasco
5. Bracco[24] di Paneade
6. Timoteo di Berito
7. Basilide di Biblo
8. Mocimo di Arado
9. Timoteo presbitero per Alessandro di Arca

Celesiria
1. Melezio di Antiochia
2. Pelagio di Laodicea
3. Acacio di Beroea
4. Giovanni di Apamea
5. Bizo di Seleucia
6. Eusebio di Epifania
7. Marciano di Seleucobelo
8. Patrofilo di Larissa
9. Severo di Palto
10. Flaviano e Elpidio presbiteri di Antiochia[25]
11. Eusebio di Calcide
12. Domno[26] di Gabala
13. Basilio[27] di Rafanea

Arabia
1. Agapio e Bagadio di Bosra[28]
2. Elpidio di Dionisiade
3. Uranio di Adraa[29]
4. Chilone di Costanza[30]
5. Severo di Neapoli

Osroene
1. Eulogio di Edessa
2. Vito di Carre
3. Abramo di Batne

Mesopotamia
1. Maras di Amida
2. Bathes di Costantina
3. Gioviano[31] di Emeria

Siria Eufratense
1. Teodoto di Gerapoli
2. Antioco di Samosata
3. Isidoro di Cirro
4. Giovino di Perre
5. Maris di Doliche

Cilicia
1. Diodoro di Tarso
2. Ciriaco di Adana
3. Esichio di Epifania
4. Germano di Corico
5. Aerio di Zefirio
6. Filomuso di Pompeopoli
7. Olimpio di Mopsuestia
8. Alipio[33] presbitero per Teofilo di Alessandretta[34]

Cappadocia
1. Elladio di Cesarea
2. Gregorio di Nissa
3. Eterio di Tiana
4. Bosforio di Colonia
5. Olimpio di Parnasso
6. Gregorio di Nazianzo

Armenia minore
1. Otreio di Melitene
2. Otreio di Arabisso

Isauria
1. Simposio di Seleucia
2. Paolo presbitero per Montano di Claudiopoli
3. Filoteo di Irenopoli
4. Ipsistio di Filadelfia
5. Marino di Dalisando
6. Teodosio di Antiochia
7. Artemio di Tiziopoli
8. Neone di Selinonte
9. Eusebio di Olba
10. Montano di Diocesarea
11. Musonio di Celenderi

Cipro
1. Giulio di Pafo
2. Teopompo[36] di Tremitonte
3. Ticone di Tamaso
4. Mnemio di Cizio

Pamfilia
1. Troilo di Etenna[37]
2. Gaio di Lirbe
3. Longino di Colibrasso
4. Teodolo di Coracesio
5. Esichio di Cotenna
6. Tuesiano di Case
7. Mido di Panemo
8. Eracleide di Teicho[38]
9. Teodolo di Silio
10. Pammenio di Ariasso

Licaonia
1. Anfilochio di Iconio
2. Cirillo di Omona
3. Aristofane di Sauatra
4. Paolo di Listra
5. Inzo di Corna
6. Dario di Mistia
7. Leonzio di Perta
8. Teodosio di Ida
9. Eustrazio di Cana
10. Dafno di Derbe
11. Eugenio di Posala
12. Ilario di Isaura
13. Severo di Amblada

Pisidia
1. Ottimo di Antiochia
2. Temistio di Adrianopoli
3. Attalo di Prostanna
4. Anania di Adada
5. Fausto di Limne
6. Ionnio di Sagalasso
7. Callinico di Timando
8. Eustazio di Metropoli
9. Patrizio di Parlais
10. Lucio di Neapoli
11. Simplicio presbitero per Lolliano di Sozopoli
12. Tiranno presbitero di Amorio
13. Aussanone presbitero di Apamea
14. Elladio[39] presbitero di Conana
15. Basso presbitero per Teosebio di Filomelio

Licia
1. Taziano di Mira
2. Pionio di Coma
3. Eudemo di Patara
4. Patrizio di Enoanda
5. Lupicino di Limira
6. Macedone di Xanto
7. Romano di Faseli
8. Toanziano di Arassa
9. Ermaio di Bubon

Frigia Salutare
1. Vito di Primnesso
2. Aussaniano di Eucarpia

Frigia Pacaziana
1. Nettario di Appia
2. Profuturo presbitero per Teodoro di Eumenia

Caria
1. Eudossio[40] di Afrodisia
2. Leonzio di Cibira

Bitinia
1. Eufrasio di Nicomedia
2. Doroteo[41] di Nicea
3. Olimpio di Neocesarea
4. Teodolo di Calcedonia
5. Eustazio di Prusa

Ponto
1. Pantofilo[43] di Ibora

Mesia
1. Martirio di Marcianopoli

Scizia
1. Geronzio[44] di Tomi
2. Eterio di Chersoneso
3. Sebastiano di Anchialo

Spania
1. Agrio di Emimonto

Ponto Polemoniaco
1. Cilo lettore per Atarbio[46]

## Conseguenze

### Le dispute cristologiche e mariologiche
Al termine del concilio, l'imperatore Teodosio emanò un decreto imperiale (30 luglio, raccolto nel Codex teodosianus), dichiarando che la Chiesa avrebbe dovuto reintegrare i vescovi che avevano sostenuto l'uguaglianza tra le divinità del Padre, del Figlio e dello Spirito Santo. Dopo il primo concilio di Costantinopoli, le dispute ideologiche circa le divinità del Padre, del Figlio e dello Spirito Santo furono sostituite dalle dispute cristologiche su come si integravano in Gesù la sua natura umana e divina, che avrebbero dato vita al nestorianesimo, al monofisismo e al monotelismo. Il nestorianesimo, inoltre, pretendeva che Maria fosse chiamata con l'appellativo di "Madre di Cristo" (Christotókos) e non "Madre di Dio" (Theotókos), dando inizio anche alle dispute mariologiche.

### Il Filioque
L'introduzione dell'espressione qui ex Patre Filióque procédit, susciterà nel corso dei secoli successivi (dal IX secolo in poi) una serie di diatribe che saranno alla base del Grande Scisma del 1054. Se infatti i Bizantini sottintendevano che lo Spirito procede solamente dal Padre "essendo un'unica qualità ipostatica del Padre e perciò non trasferibile al Figlio", i Latini, per combattere l'arianesimo ancora dilagante presso le popolazioni barbare, finirono per accettarlo come dogma sotto Carlo Magno, il quale "consigliò" a papa Leone III di inserirlo nelle preghiere liturgiche. Ciò suscitò, tra il IX e l'XI secolo, delle diatribe talmente acute da portare alla definitiva scissione del 1054.